# Pogosch
Pogoschpolnisch Pogórze (1936–1945: Brandewalde) ist ein Ort in der Landgemeinde Zülz (Biała) im Powiat Prudnicki (Kreis Neustadt O.S.) der Woiwodschaft Oppeln in Polen.

## Geographie
Das Straßendorf Pogosch liegt im Süden der historischen Region Oberschlesien, etwa acht Kilometer nördlich von Zülz, 18 Kilometer nordöstlich von Prudnik und 28 Kilometer südwestlich von Opole in der Schlesischen Tiefebene. Durch Pogosch verläuft die Woiwodschaftsstraße 407. Durch den Ort fließt ein linker Zufluss des Zülzer Wassers (Biała). Ortsteil von Pogosch ist der Weiler Fronzke (Frączki).
Nachbarorte sind im Westen Piechocice (Piechotzütz), im Nordwesten Stara Jamka (Jamke), im Norden Kolonia Pogórze (Kolonie Pogosch) und Rzymkowice (Ringwitz), im Osten Schelitz (Chrzelice) und Lonschnik (Łącznik), im Süden der Weiler Fronzke (Frączki) sowie Bresnitz (Brzeźnica).

## Geschichte

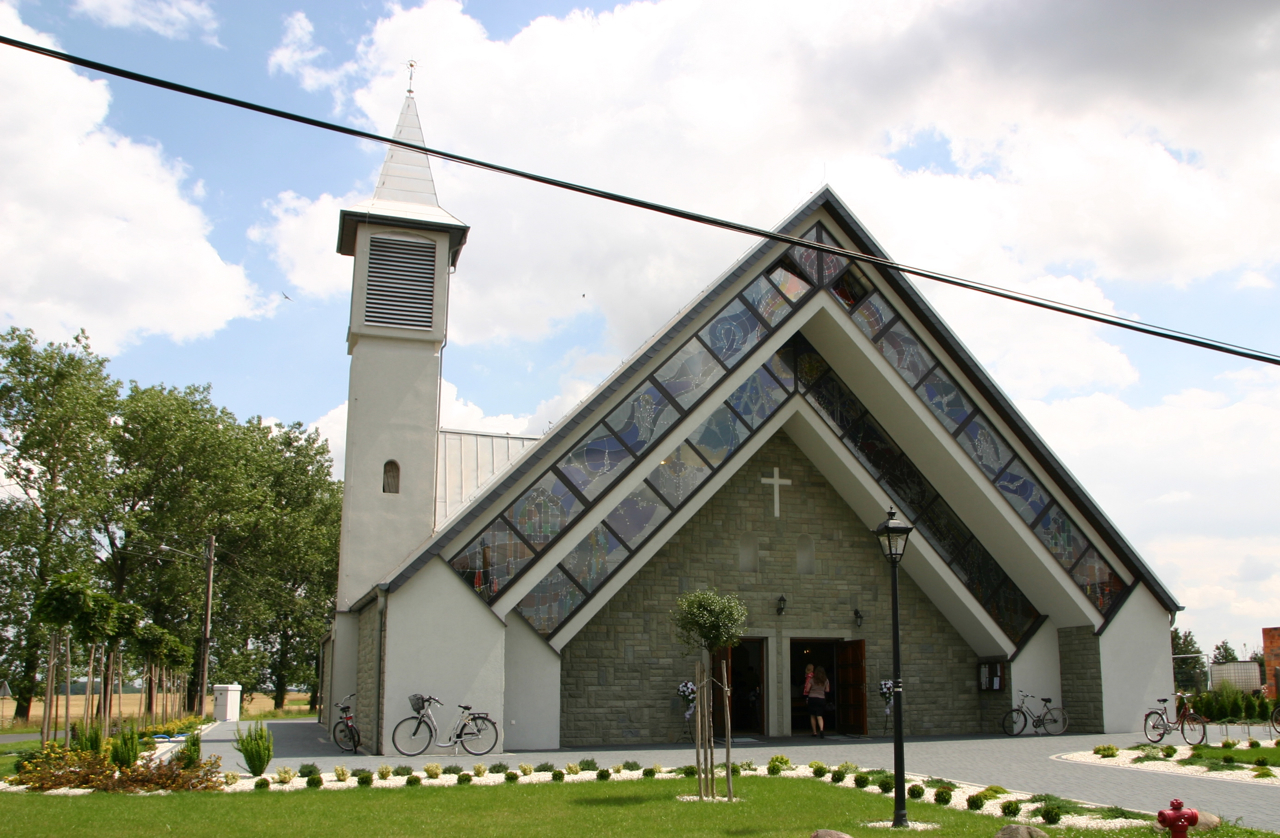
Edith-Stein-Kirche

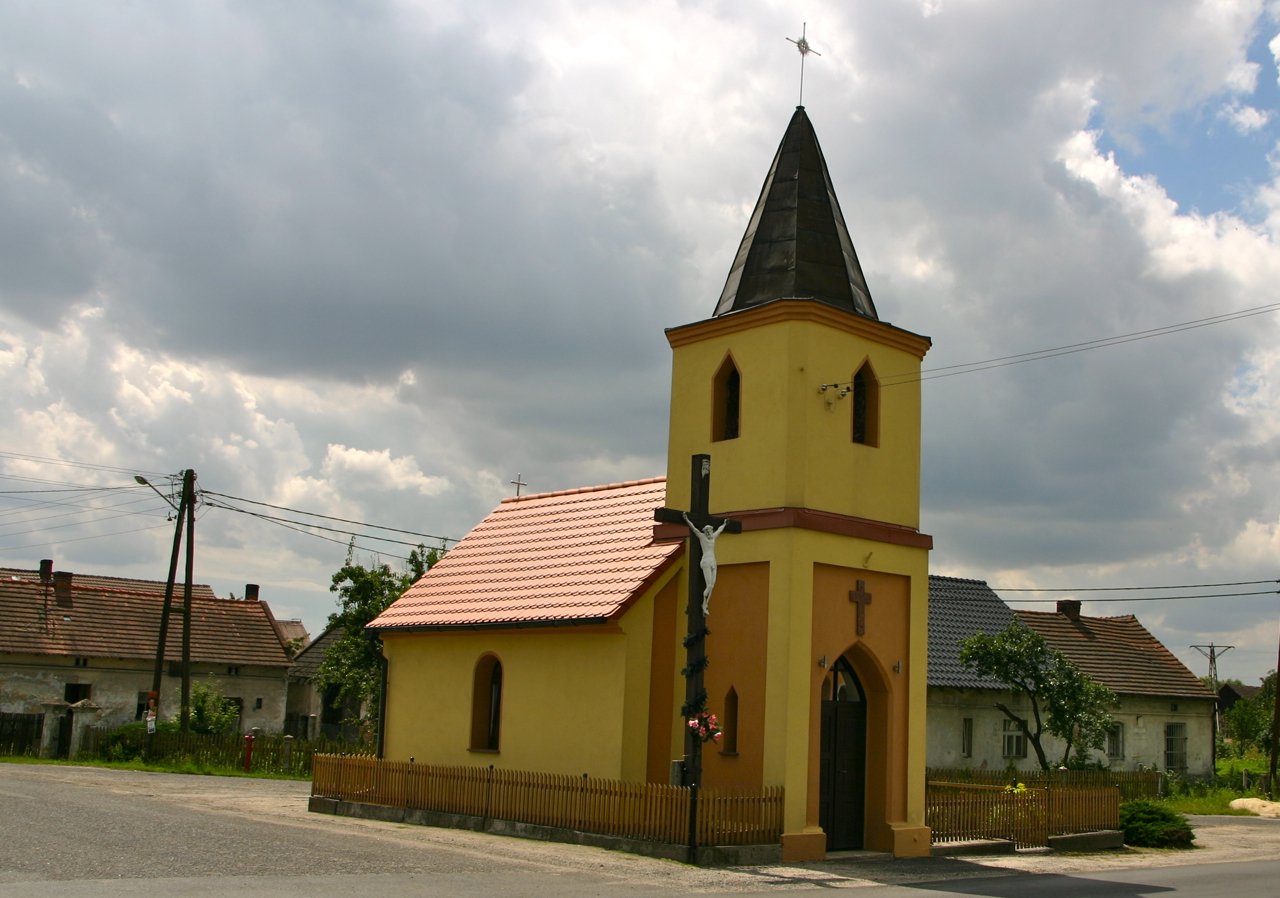
Rochuskapelle

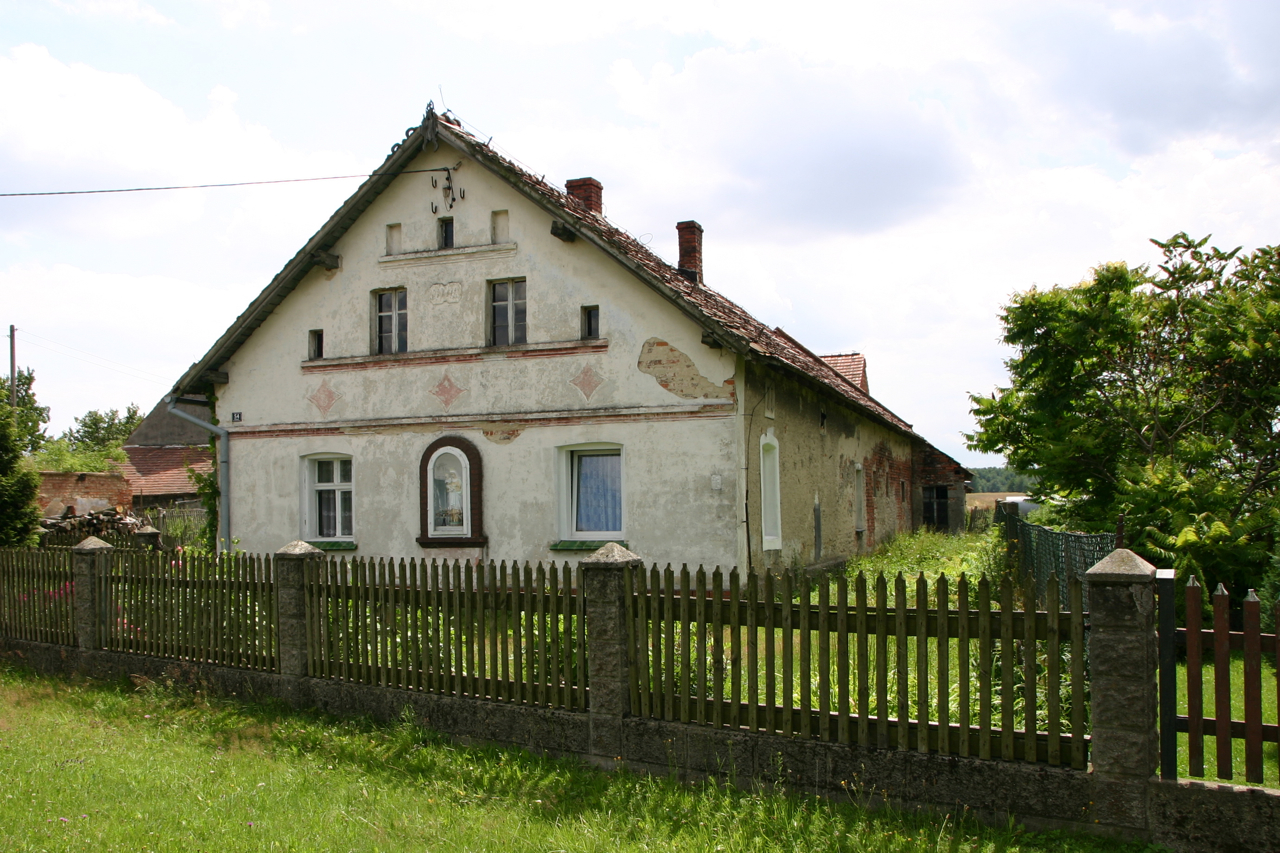
Wohnhaus in Pogosch

Der Ort wurde 1384 erstmals urkundlich erwähnt. 1404 erfolgte eine Erwähnung als Pogors und 1534 als Pogortzi. Es gehörte zum Herzogtum Oppeln, mit dem es 1532 an die Krone Böhmen fiel.
Nach dem Ersten Schlesischen Krieg 1742 gelangte es mit dem größten Teil Schlesiens an Preußen.
Nach der Neuorganisation der Provinz Schlesien gehörte die Landgemeinde Pogosch ab 1816 zum Landkreis Neustadt O.S. im Regierungsbezirk Oppeln. 1828 wurde ein neues Schulgebäude errichtet. Für das Jahr 1845 sind eine Erbscholtisei, eine katholische Schule und weitere 78 Häuser belegt. Im gleichen Jahr lebten in Pogosch 839 Einwohner, davon zehn evangelisch. 1855 lebten 928 Menschen in Pogosch. 1865 bestanden im Ort, damals Pogorz und Pogorsch geschrieben, 84 Bauern−, 15 Gärtnerstellen und 84 Häuslerstellen sowie eine katholische Schule. Die zweiklassige katholische Schule wurde im gleichen Jahr von 256 Schülern besucht. eingepfarrt waren die Bewohner nach Lonschnik. 1874 wurde der Amtsbezirk Chrzelitz I gebildet, zu dem die Landgemeinden Brzesnitz, Chrzelitz, Legelsdorf, Loncznik und Pogorz sowie die Gutsbezirke Brzesnitz Vorwerk, Fronzke und Chrzelitz gehörten. 1885 wurden 1042 Einwohner gezählt.
1905 wurde ein neues Schulgebäude errichtet. Bei der Volksabstimmung in Oberschlesien am 20. März 1921 stimmten 976 Wahlberechtigte für einen Verbleib bei Deutschland und 61 für Polen. Pogosch verblieb beim Deutschen Reich. 1933 lebten im Ort 1294 Menschen. Ab 1933 führten die neuen nationalsozialistischen Machthaber groß angelegte Umbenennungen von Ortsnamen slawischen Ursprungs durch. Am 10. Oktober 1936 wurde der Pogosch in Brandewalde umbenannt. 1939 zählte Brandewalde 1284 Einwohner. Bis 1945 befand sich der Ort im Landkreis Neustadt O.S.
1945 kam der bisher deutsche Ort unter polnische Verwaltung und wurde in Pogórze umbenannt und der Woiwodschaft Schlesien, 1950 der Woiwodschaft Oppeln eingegliedert. Seit 1999 gehört Pogórze zum Powiat Prudnicki. Am 6. März 2006 wurde in der Gemeinde Zülz, der Pogosch angehört, Deutsch als zweite Amtssprache eingeführt. Am 24. November 2008 erhielt der Ort zusätzlich den amtlichen deutschen Ortsnamen Pogosch.

## Sehenswürdigkeiten und Denkmale
- Die römisch-katholische Edith-Stein-Kirche (Kościoł św. Edyty Stein) wurde 2010 errichtet.
- Rochuskapelle mit Glockenturm aus dem Jahr 1861
- Denkmal für die Gefallenen beider Weltkriege
- Steinerne Wegekapelle aus Backstein
- Mehrere Wegkreuze
- Mehrere Bildstöcke
- Miniaturnachbildung einer Schrotholzwindmühle und Mühlstein

## Vereine
- Deutscher Freundschaftskreis
- Freiwillige Feuerwehr OSP Pogórze
- Fußballverein LUKS Polonia Pogórze
- Landfrauenverein Koło Gospodyń Wiejskich

## Persönlichkeiten
- Johannes Baptist Przyklenk (1916–1984), katholischer Bischof von Januária